# Anthisnes
Anthisnes är en kommun i Belgien.   Den ligger i provinsen Liège och regionen Vallonien, i den östra delen av landet, 90 kilometer öster om huvudstaden Bryssel. Antalet invånare är 4 100.
Omgivningarna runt Anthisnes är en mosaik av jordbruksmark och naturlig växtlighet. Runt Anthisnes är det ganska tätbefolkat, med 124 invånare per kvadratkilometer.